# Ałcza
Ałcza (ros. iАлча) – osiedle w Rosji, w obwodzie astrachańskim, w rejonie krasnojarskim. W 2010 liczyło 1014 mieszkańców, głównie Kazachów.